# Robert Nijdam
Robert Nijdam (Meppel, 20 september 1971) is een Nederlands handbalcoach en voormalig handballer. Sinds december 2019 was Nijdam coach van het damesteam van Werder Bremen dat uitkomt in de 2. Handball-Bundesliga.

## Biografie
Nijdam begon in 1978 met handballen bij Aristos in Best. Vervolgens stapte hij in 1981 over naar Helios '72 en ging naar één seizoen voor Oranje-Wit spelen. Met Oranje-Wit werd Nijdam Nederlands Kampioen A-aspiranten in 1985. Tevens in 1985 verruilde Nijdam Oranje-Wit voor Tremeg en in 1987 gaat hij naar Sittardia. Als jeugdspeler bij Sittardia speelde hij ook bij het tweede seniorenteam van Sittardia dat toendertijd uitkwam in de eerste divisie.
In 1989 gaat Nijdam spelen bij het eerste team van Swift Roermond, hierbij behaalde de ploeg van Nijdam de tweede plaats in de eerste divisie 1990. In 1990 vertrok Nijdam ook bij Swift Roermond om te spelen voor E&O. Bij E&O heeft Nijdam veel successen, zo werd in 1991 de landstitel gewonnen en in 1992 de tripel (landstitel, beker en supercup) gewonnen. Tot 1993 speelde Nijdam bij E&O, waarna hij vertrok naar Tachos. In de periode dat Nijdam bij Tachos speelde werden er geen prijzen gewonnen en in 1995 vertrok Nijdam naar België. Bij zijn nieuwe club, Herstal Liège, werden er enkele prijzen gewonnen. Ondanks dat in 1996 de tweede plek in de eerste nationale werd gepakt, wint Herstal wel in dat jaar de beker. Ook in 1997 werd de tweede plek gehaald, maar werd verloor Herstal de bekerfinale van Sporting Neerpelt. Wel werd Nijdam topscorer in de eerste nationale in dat jaar.
In 1997 maakte Nijdam de stap naar de Duitsland. Hij speelde respectievelijk voor OSC Rheinhausen, TuS Bielefeld en TuS Nettelstedt. Bij TuS Nettelstedt. In 1999 keert hij voor één seizoen weer terug naar Nederland, om weer te spelen voor Tachos. Bij Tachos werd de bekerfinale gehaald, maar werd verloren tegen Aalsmeer. Vervolgens komt hij drie seizoenen uit voor de Bundesliga club SG Solingen. In het seizoen 2003/2004 kwam Nijdam uit voor het Zwitserse GC Amicitia Zürich. Zijn laatste seizoen als actief handbalspeler kwam Nijdam uit voor Tachos, waarmee hij in 2005 de bekerfinale weet te winnen van Bevo HC. Ook werd hij dat seizoen topscorer van de eredivisie.
Nijdam kwam ook veelvuldig uit voor het Nederlands handbalteam, hij debuteerde in 1990 tegen Noorwegen. In totaal speelde Nijdam 152 interlands.
Nadat Nijdam stopte als speler bij Tachos, werd hij coach van Bevo HC. Na drie succesvolle seizoenen bij Bevo HC, waarbij tweemaal de bekerfinale werd gehaald, verliet Nijdam de club. Hij werd vervolgens bondscoach van België.
Van 2018 tot en met november 2019 was hij trainer/coach van het damesteam van Bayer 04 Leverkusen. Hiervoor was hij hoofdcoach van de HandbalAcademie.
Sinds december 2019 was Nijdam coach van het damesteam van Werder Bremen dat uitkomt in de 2. Handball-Bundesliga. Nijdam heeft een contract bij Werder Bremen tot 2024.